# Mjøndalen Idrettsforening
El Mjøndalen Idrettsforening o Mjøndalen IF és un club de futbol noruec de la ciutat de Mjøndalen, Buskerud.

## Història

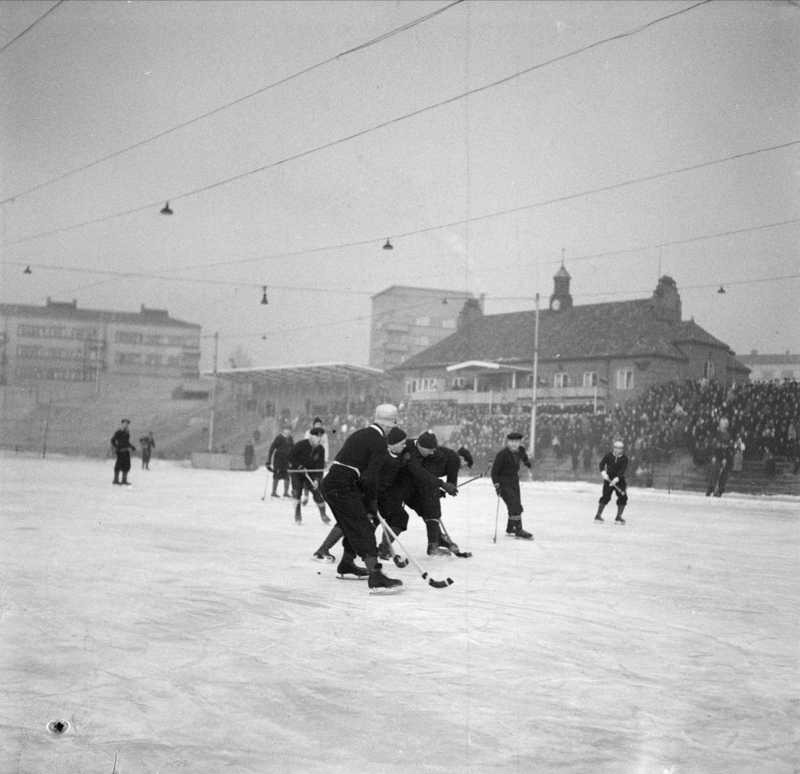
Mjøndalen a la final nacional de bandy davant Frigg Oslo el 1947 amb victòria 3-1.

El club va ser fundat el 22 d'agost de 1910. La seva època més destacada fou la dècada de 1930, en la que guanyà tres copes noruegues.
El club també té una destacada secció de bandy. Ha guanyat 14 campionats nacionals.

## Palmarès
- Copa noruega de futbol: 
  - 1933, 1933, 1937